# 1-ديكاين

1-ديكاين هو مركب عضوي هيدروكربوني من الألكاينات، صيغته الكيميائية C10H18، ويوجد على شكل سائل عديم اللون في الشروط القياسية.

## الخواص
يوجد 1-ديكاين في الشروط القياسية على شكل سائل عديم اللون، وهو غير قابل للامتزاج مع الماء.